# Bandō Mitsugorō VIII
Bandō Mitsugorō VIII (八代目 坂東 三津五郎 Hachidaime Bandō Mitsugorō?) (19 de octubre de 1906–16 de enero de 1975) fue uno de los más respetados actores de Kabuki de Japón desde la década de 1930 hasta su muerte. Era un reconocido Tachiyaku y Tatakiyaku, especializado en el estilo aragoto. Fue designado oficialmente como un "tesoro nacional viviente" por el gobierno japonés en 1973.

## Linaje
Octavo en la línea de Bandō Mitsugoro, fue adoptado por Bandō Mitsugoro VII, más tarde su hijo y su nieto tomarían el mismo nombre, así, convirtiéndose en el noveno y décimo en la línea respectivamente.

## Primeros años
Bandō hizo su debut a la edad de 7 años, en 1913, como Bandō Yosouke III. Más tarde, tomaría el nombre Minosuke VI en 1928, en el teatro
Meiji-za.

## Carrera
Más tarde trató de adaptar La historia de Genji para el escenario, pero le fue prohibido hacerlo por las autoridades [cita requerida]. Después de unos años en una compañía de kabuki a cargo de la empresa Toho, se trasladó a Kansai, vivió allí durante casi 20 años, actuando en Osaka y otros lugares, y participó en las actuaciones finales en el teatro Ōsaka Kabuki-za, que se cerró y se convirtió en una tienda por departamentos en 1958.
En 1962, tras su regreso a Tokio, y la muerte de su padre adoptivo Bandō Mitsugoro VII, Bandō celebró un shumei (ceremonia de nombramiento), junto con su hijo, Bandō Mitsugoro IX y nieto Bandō Mitsugoro X. Él tomó el nombre Mitsugoro VIII. Cuatro años más tarde, actuó en la ceremonia de apertura del Teatro Nacional de Tokio
Actuó como Kakogawa Honzo en Kanadehon Chūshingura (El cuento de los 47 Ronin) en diciembre de 1974, en el Teatro Nacional. Esta fue una de sus últimas presentaciones, pues murió el mes siguiente a los 68 años.

## Muerte
En enero de 1975, Bandō visitó un restaurante de Kioto con unos amigos y ordenó cuatro porciones de fugu kimo, el hígado del pez fugu, un platillo cuya venta estaba prohibida por las ordenanzas locales en el momento. Afirmando que podía sobrevivir al veneno del pez, se comió los hígados y murió después de regresar a su habitación de hotel, después de siete horas de parálisis y convulsiones.